# Chimarra nervosa
Chimarra nervosa är en nattsländeart som först beskrevs av Brauer 1867.  Chimarra nervosa ingår i släktet Chimarra och familjen stengömmenattsländor. Inga underarter finns listade i Catalogue of Life.